# オールスター100人ビンゴクイズ
『オールスター100人ビンゴクイズ』は、テレビ朝日系列で1991年12月30日と1992年3月23日に放送された、ビンゴゲームとクイズが合体したクイズバラエティ番組である。

## キャスト

### 司会・スタジオ出演
- 山田邦子（総合司会・クレーン実況）
- 渡辺正行（総合司会・数字選出）
- 愛川欽也・南美希子（1991年12月30日のみ）
- 福留功男（1992年3月23日のみ）
- ナレーター：櫻庭裕士

## ルール
- 25人の芸能人解答者がクジ引きにより、5×5・合計25マスのビンゴカードを模した解答席に着席。
- 1問ごとにビンゴマシーンで抽選し、解答者を決める。
  - 正解すればランプが光り、不正解の場合はランプは点灯しない。
  - 1問ごとに再びビンゴマシーンで抽選し、解答者を決める。
  - この場合でもすでに正解したプレーヤーのランプはリセットされない。
- これを繰り返す。
- タテ、ヨコ、ナナメのうち、1列でも成立すればビンゴ。賞金100万円獲得(頭割りで4万円)。その他のチームはリーチでも「手ぶらで終了」となる。
- この番組では「ニューヨークへ行きたいかー」と他局のクイズ特番のコールを行なっていた。

## 1991年12月30日放送（1回目放送）

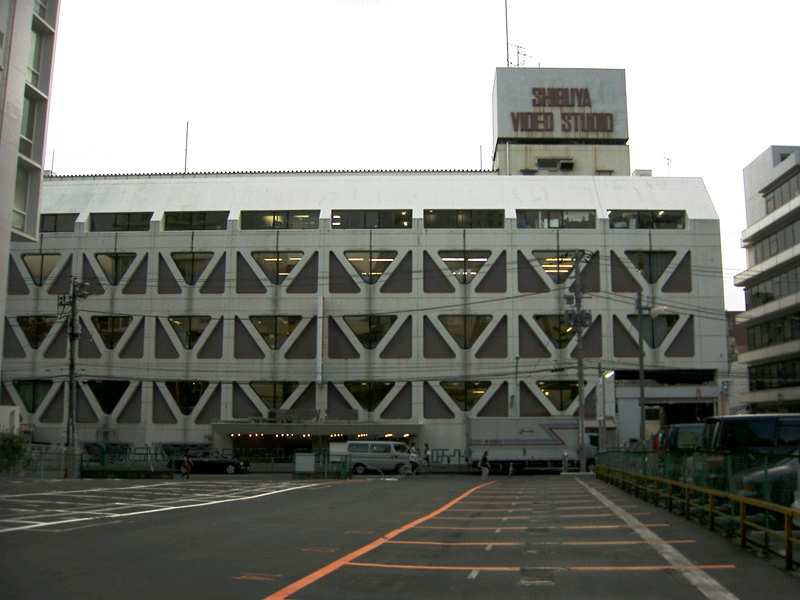
第1回「オールスター100人ビンゴクイズ」の収録が行われた渋谷ビデオスタジオ

- 芸能人100名の出場者が「渋谷ビデオスタジオ」にて集合。クジ引きによりチーム分けされた。
- A、B、C、Dの4チーム合同で戦った。

| A                      | A                      | A                    | A                       | A                      | B                         | B                      | B               | B                        | B                              |
| ---------------------- | ---------------------- | -------------------- | ----------------------- | ---------------------- | ------------------------- | ---------------------- | --------------- | ------------------------ | ------------------------------ |
| 1 本田理沙             | 10 まじかるず 堀井祥明 | 19 松本典子          | 8 ペコちゃん 太田スセリ | 21 黒田アーサー        | 8 佐伯れい                | 18 テンション 小浦一優 | 17 加納典明     | 14 小林千絵              | 4 幕末塾 片岡新兵衛            |
| 22 志茂田景樹          | 7 矢木沢まり           | 12 花島優子          | 24 長谷直美             | 18 テンション 田口浩正 | 7 ビシバシステム 西田康人 | 21 マルシア            | 11 ロミ・山田   | 20 島崎和歌子            | 6 井上明子(オールナイターズOG) |
| 3 城みちる             | 16 辻脇千恵            | 13 ばんばひろふみ    | 2 谷川竜                | 23 晴山さおり          | 13 松尾貴史               | 23 北岡夢子            | 2 八木橋修      | 5 小宮孝泰               | 12 幕末塾 彦摩呂               |
| 14 デンジャラス ノッチ | 9 大西結花             | 4 幕末塾 雅          | 11 谷隼人               | 17 松居直美            | 10 河合のどか             | 16 まじかるず 藤代達生 | 19 中野良子     | 15 ビシバシステム 住田隆 | 25 斉藤満喜子                  |
| 15 蔵間                | 6 清水英哉             | 5 松本明子           | 20 長江健次             | 25 秋野暢子            | 9 ribbon 永作博美         | 22 小倉久寛            | 1 朝丘雪路      | 24 風見しんご            | 3 西村知江子                   |
| C                      | C                      | C                    | C                       | C                      | D                         | D                      | D               | D                        | D                              |
| 25 小高恵美            | 4 冨永みーな           | 5 笑福亭笑瓶         | 16 池田昌子             | 17 羽賀研二            | 14 デンジャラス 安田和博  | 1 舛添要一             | 6 幕末塾 鼓太郎 | 10 渡辺めぐみ            | 19 若林志穂                    |
| 10 金子恵実            | 9 立花理佐             | 23 山中すみか        | 6 幕末塾 黒之介         | 19 藤村俊二            | 25 ヨネスケ               | 11 キューティー鈴木    | 12 岩井由紀子   | 9 小川範子               | 3 松村雄基                     |
| 22 山咲千里            | 18 中村由真            | 24 ribbon 松野有里巳 | 2 コロンボ 山崎慎一郎   | 15 生稲晃子            | 8 李媛                    | 4 新井玉青             | 7 飯島直子      | 22 比嘉ひとみ            | 23 あがりた亜紀                |
| 13 太平シロー          | 14 水島新太郎          | 3 ribbon 佐藤愛子    | 8 高島礼子              | 20 渡嘉敷勝男          | 5 原日出子                | 20 麻木久仁子          | 16 布施絵里     | 18 乱一世                | 15 伊藤麻衣子                  |
| 11 辰巳琢郎            | 1 峰岸徹               | 12 松本伊代          | 7 岡本信人              | 21 アグネス・チャン    | 24 仲本工事               | 2 コロンボ 伝田敦司    | 21 マイケル富岡 | 13 秋山武史              | 17 西村知美                    |

### 概要
放送上の記録によるもの。
- Q1－№19「有名人モンタージュクイズ」(筆記問題)
- Q2－№11「霧の中からヒーローが?クイズ(ドラえもん)」(筆記問題)
- Q3－№9「霧の中からヒーローが?クイズPART2(ウルトラマン)」(筆記問題)
- Q4－№21「飛び込みジェスチャークイズ」(筆記問題)ダチョウ倶楽部が、飛び込み台から落ちている間にジェスチャーを披露し、それが何かを筆記する。
- Q5－№5「本音クイズ」(筆記問題)エピソードがポイントになる。「この100人の中で一番、男好き(女好き)の人は誰?」を出題。
- Q6－№15「御友達電話クイズ」(筆記問題)このクイズは制限時間1分以内に四字熟語(百舌勘定)の意味を電話で聞いて答える。ただし、電話出来るのは1ヶ所のみ。しかも相手方の「解答」以外記すことは不可。つながらない場合は運が悪かったと思い断念する。
- Q7－№7「実況クイズ」(筆記問題)このクイズは保坂正紀（テレビ朝日アナウンサー・当時）が「ある日常的な行動」を実況していて、それが何かを当てる。
- Q8－№24「実況クイズPART2」(筆記問題)
- Q9－№17「本音クイズPART2」(筆記問題)「この100人の中で一番、おバカは誰?」を出題。
- Q10－№13「テレビ朝日番組クイズ･片岡鶴太郎」(挙手問題)[1]
- Q11－№1「テレビ朝日番組クイズPART2･松方弘樹」(筆記問題)
- Q12－№20「逆イントロクイズ」(挙手問題)音楽の歌い出しが流れ、そのイントロ部分を歌う。
- Q13－№25「おでんクイズ」(筆記問題)(ビシバシステムの住田(解答漏洩防止の為、バッテンマスクを着用)が、おでんの具を頬張りながら何を言っているのか記述する。)
- Q14－№3「おでんクイズPART2」(筆記問題)
- Q15－№13「和田アキ子クイズ」(筆記問題)(エピソード問題)
- Q16－№12「年齢合計クイズ」(筆記問題)制限時間は1分以内に自分のチームの年齢の総和を求める。正解、あるいは近似値で近い1チームを正解とする
- Q17－№22「恋人選びクイズ」(筆記問題)小宮悦子が「久米宏、松尾雄治、風間トオル、渡辺正行、筑紫哲也、青木功、吉田栄作、オスマン・サンコン」の8人の男性のうち誰を選択したのか当てる。

## 1992年3月23日放送（2回目放送）
- 芸能人100名の出場者が「テレビ朝日」にて集合。クジ引きによりチーム分けされた。

中央にキャプテン(峰岸徹、田中義剛、加納典明、朝丘雪路)が着席した。
- 一回戦、二回戦、決勝とトーナメントで行う。
- 決勝進出者には賞品、優勝者には賞金100万円(25人で頭割りで4万円)を贈呈した。
- なお、加納典明のカミングアウトによると、収録時間は8時間と長丁場収録となっていた。

### 一回戦
| A                       | A                  | A                      | A                         | A                      | B                       | B                          | B                          | B                     | B                   |
| ----------------------- | ------------------ | ---------------------- | ------------------------- | ---------------------- | ----------------------- | -------------------------- | -------------------------- | --------------------- | ------------------- |
| 1 ばんばひろふみ        | 10 仲本工事        | 19 セーラーズ 柴田照子 | 2 ビシバシステム 西田康人 | 21 相馬ひろみ          | 8 チャック・ウィルソン  | 18 加納みゆき              | 17 ピンクタイフーン 佐藤弘 | 14 飯田ミカ           | 4 伊藤智恵理        |
| 22 花島優子             | 7 岡江久美子       | 12 須間一也            | 24 鈴木ヒロミツ           | 18 秋本奈緒美          | 7 ペコちゃん 太田スセリ | 21 沢井小次郎              | 11 日野美歌                | 20 河合のどか         | 6 渡辺めぐみ        |
| 3 ダンプ松本            | 16 松竹梅 竹田倫克 | 13 峰岸徹              | 8 水島新太郎              | 23 片岡新兵衛          | 13 未夾貴子             | 23 キリングセンス 萩原正人 | 2 田中義剛                 | 5 まじかるず 堀井祥明 | 12 風見しんご       |
| 14 阿本真亜子           | 9 春一番           | 4 橋本実加子           | 11 坂井順子               | 17 松下桂子            | 10 高木ブー             | 16 小脇健次                | 19 ロミ・山田              | 15 六本木銀二         | 25 ダニエル・カール |
| 15 リチャード・バーガー | 6 星瑤子           | 5 新田純一             | 20 比嘉ひとみ             | 25 デンジャラス ノッチ | 9 志垣太郎              | 22 新藤恵美                | 1 石野真子                 | 24 桜金造             | 3 キューティー鈴木  |

#### 概要
- Q1－№22「イラン人クイズ」(映像早押し)このクイズはイラン人2名が「日本のあるもの」を会話していて、それが何かを当てる。
- Q2－№4「間違いさがしクイズ・刑事編」(映像筆記)このクイズはVTRに「間違っている箇所」を書き、すべて記す。中には「ヒッカケ」が入っているので注意する。[2]
- Q3－№2「邦ちゃんのお絵かきクイズ」(早押し)山田邦子がボードに「似顔絵」を描き、その人物を当てる。
- Q4－№12「宮沢りえちゃんクイズ」(早押し)先ほどの似顔絵のモデル･宮沢りえに実際に登場して頂いてエピソードから出題。
- Q5－№24「宮沢りえちゃんクイズPART2」(早押し)
- Q6－№1「お友達電話クイズ」(筆記)[3]
- Q7－№3「空手早割りクイズ」(早押し)厚手の木製の板を、素手又は鋸等の道具を用いて、早押しで解答する。
- Q8－№10「玄関バラマキクイズ」中には「難問」「ハズレ」も入っている。
- Q9－№15「警察犬が決める悪人顔大賞クイズ」(映像筆記)①三浦洋一(寺門ジモン)②名古屋章(肥後克広)③西田敏行(上島竜兵)もうち、誰が警察犬(メス)に噛まれるか当てる。
- Q10－№18「本物は誰だ?クイズ」(筆記)4人の女性のうち、本物を解答する(残り3名はニューハーフ)。
- Q11－№7「珍料理クイズ」(筆記)珍料理を食してもらい、それが何かを当てる。[4]
- Q12－№14「奇人変人クイズ」(早押し)「カバンの中に入ることが出来るパンイチ」の男が登場。

### 二回戦
| C                        | C            | C                        | C                     | C             | D                         | D              | D               | D                            | D                  |
| ------------------------ | ------------ | ------------------------ | --------------------- | ------------- | ------------------------- | -------------- | --------------- | ---------------------------- | ------------------ |
| 25 前田武彦              | 4 佐藤直子   | 5 幕末塾 賀川黒之介      | 16 松竹梅 梅村達也    | 17 柳ユーレイ | 14 渡嘉敷勝男             | 1 太田光代     | 6 李媛          | 10 ピンクタイフーン 市川真也 | 19 有沢妃呂子      |
| 10 セーラーズ 大矢茜     | 9 山田隆夫   | 23 三波豊和              | 6 あがりた亜紀        | 19 佐伯れい   | 25 押坂忍                 | 11 小野みゆき  | 12 三ツ木清隆   | 9 まじかるず 藤代達生        | 3 田代美代子       |
| 22 北村雪枝              | 18 川上泰生  | 24 加納典明              | 2 宮尾すすむ          | 15 長澤ユキオ | 8 キリングセンス 河崎健男 | 4 斉藤満喜子   | 7 朝丘雪路      | 22 矢木沢まり                | 23 ラッシャー板前  |
| 13 ビシバシステム 住田隆 | 14 沢田雅美  | 3 小鹿みき               | 8 コロンボ 山崎慎一郎 | 20 伊澤明子   | 5 ラッキィ池田            | 20 辻脇千恵    | 16 太平サブロー | 18 城之内早苗                | 15 幕末塾 浅川剣介 |
| 11 越智静香              | 1 篠塚真由美 | 12 デンジャラス 安田和博 | 7 大東めぐみ          | 21 結城めぐみ | 24 前田政二               | 2 井手らっきょ | 21 星野由妃     | 13 松野大介                  | 17 山下規介        |

#### 概要
- Q1－№22「ゴールデンハンマークイズ」(早押し)スタジオを飛び出し、『100万円クイズハンター』を収録している別スタジオへ出向き、ゴールデンハンマーを持ってきて、スタジオへもどってから、それを用いて早押しで答える。[5]
- Q2－№18「柳生エピソードクイズ」(早押し)
- Q3－№7「ドラえもんアフレコクイズ」(映像早押し)
- Q4－№21「1分ゲーム」
- Q5－№24「中国人クイズ」(映像早押し)『女泣大多数寝台誘惑的赤信号主将』と記された。
- Q6－№23(放送カット)
- Q7－№25「わんこそば早食いクイズ」(早押し)御椀に記されている文字を読んで、それを答える。
- Q8－№22「この中でクイズ」(筆記)「自分のチームで一番助平な人を、それに関するエピソードをつけて答えてください。」両者正解もありうるクイズ。
- Q9－№11「何を描いたのでしょうか?クイズ」(映像筆記)ダンカンが全身をゴムで雁字搦めになりながら、手本どおりにマジックインキを使用してイラストを仕上げていく。[6]
- Q10－№15奇人変人クイズ(早押し)『下に落ちている物を、唾液で吸い取るカメレオン人間』が登場。

### 決勝
| C                        | C            | C                        | C                     | C             | A                     | A                  | A                      | A                         | A                      |
| ------------------------ | ------------ | ------------------------ | --------------------- | ------------- | --------------------- | ------------------ | ---------------------- | ------------------------- | ---------------------- |
| 25 前田武彦              | 4 佐藤直子   | 5 幕末塾 賀川黒之介      | 16 松竹梅 梅村達也    | 17 柳ユーレイ | 1 ばんばひろふみ      | 10 仲本工事        | 19 セーラーズ 柴田照子 | 2 ビシバシステム 西田康人 | 21 相馬ひろみ          |
| 10 セーラーズ 大矢茜     | 9 山田隆夫   | 23 三波豊和              | 6 あがりた亜紀        | 19 佐伯れい   | 22 花島優子           | 7 岡江久美子       | 12 須間一也            | 24 鈴木ヒロミツ           | 18 秋本奈緒美          |
| 22 北村雪枝              | 18 川上泰生  | 24 加納典明              | 2 宮尾すすむ          | 15 長澤ユキオ | 3 ダンプ松本          | 16 松竹梅 竹田倫克 | 13 峰岸徹              | 8 水島新太郎              | 23 片岡新兵衛          |
| 13 ビシバシステム 住田隆 | 14 沢田雅美  | 3 小鹿みき               | 8 コロンボ 山崎慎一郎 | 20 伊澤明子   | 14 阿本真亜子         | 9 春一番           | 4 橋本実加子           | 11 坂井順子               | 17 松下桂子            |
| 11 越智静香              | 1 篠塚真由美 | 12 デンジャラス 安田和博 | 7 大東めぐみ          | 21 結城めぐみ | 15 リチャードバーガー | 6 星瑤子           | 5 新田純一             | 20 比嘉ひとみ             | 25 デンジャラス ノッチ |

#### 概要
15問出題されている。
- Q－№6「ストッキングクイズ」(映像早押し)
- Q－№13「金庫破りクイズ」(早押し)30個の鍵の中から見つけて、鍵を開けてから、中のボタンを押し解答する。
- Q－№2「回転椅子早押しクイズ」(早押し)回転椅子に座って回されている最中にクイズを出題し、問題を読みきった後、数m先の早押し機に向かって解答する。

(長丁場のため、この間はダイジェスト映像が流れている)
- Q－№11「年齢合計クイズ」(筆記)AチームはBチームの、CチームはDチームの総和を求める。正解はマネージャー等から「正確な情報」を元に計算した。A881(567)－C727(720)で、越智(Cチーム)の勝利。
- Q－№14「この子誰の子クイズ」(早押し)登場していたのは、山田隆夫の長男(当時4歳)だった。
- Q－№1「カラオケどっちがお上手クイズ」これは採点表示カラオケで点数の高い人が勝ち。ばんばは「遠くで汽笛を聴きながら(アリス)」、篠塚は「オリビアを聴きながら(杏里)」を歌い、50－96で篠塚(Cチーム)の勝ち。
- Q－№21「どの子のお父さんが一番男前か?クイズ」(映像筆記)4人の中から芸能人かを当てる(他は一般人)。出演していたのは、タケカワユキヒデの長男だった。
- Q－№12「勝訴クイズ」(映像早押し)松村邦洋が手にする半紙に書かれている言葉を答える。ただし、ヒッカケあり。書かれていた言葉は「小さいミトコーモン」だった。
- Q－№7「逆イントロクイズ」(早押し)音楽の歌い出しが流れ、そのイントロ部分を歌う。前述の長丁場収録のため、スタジオの意見により、ルーレットを回さないで『7番勝負』で決定。結果は、細川たかしの「浪花節だよ人生は」を当てる問題だったが、大東が不完全だったため不正解になり、岡江のIのタテ成立で逆転勝利した。

## スタッフ
- 企画：斉藤寿孝・長尾忠彦（共にIVSテレビ制作）
- 構成：ダンカン、田中直人、越智真人（おちまさと）、阿部一也、竹友ミカ、渡辺哲夫
- 技術：テイクシステムズ
- SW：本郷勝則
- CAM：平野友章
- MIX：中村政夫
- VE：宮越直幸
- LD：田中春夫（共立）
- 美術：テレビ朝日クリエイト
- 美術プロデュース：板垣昭次
- デザイン：中井香里
- 美術：栗原康二
- 電飾：三沢弘光
- ロケ技術：八峯テレビ
- 編集：清水幸治（リョーインRVP）
- MA：福田和夫
- 音効：田中稔
- TK：中村ひろ子
- AP：宮崎敏夫（IVSテレビ制作）
- 制作スタッフ：成田千明・佐藤基・野村宣弘（IVSテレビ制作）
- 制作デスク：山田香里
- 衣装協力：PROM
- 協力：Clalion IMエンジニアリング
- 広報：森田兆基（テレビ朝日）
- ディレクター・演出：山地孝英・福浦与一・小幡英司・山谷和隆（IVSテレビ制作）
- プロデューサー：松野暁・中山憲明（IVSテレビ制作）/ 財津敏郎・磯野泰子（太田プロダクション）
- チーフプロデューサー：岡田亮（テレビ朝日）、牛丸謙壱（IVSテレビ制作）
- 制作協力：太田プロダクション
- 制作：テレビ朝日、IVSテレビ制作